# Oosthalen
Oosthalen is een buurtschap en weg in de gemeente Midden-Drenthe, in de Nederlandse provincie Drenthe.
De buurtschap is gelegen ten oosten van Hooghalen en loopt over in Amen. De buurtschap kent in tegenstelling tot de meeste andere buurtschappen geen witte (buurtschap)borden en wordt ook niet altijd meer gezien als een eigen buurtschap. De weg vormt het oostelijke buitengebied van Hooghalen.
De belangrijkste gebouwen zijn de brandtoren van de Boswachterij Hooghalen en het museum waar het Herinneringscentrum Kamp Westerbork, waar de geschiedenis van Kamp Westerbork wordt verteld. In Oosthalen ligt ook gelijknamige boerderij.
Hoofdplaats: Beilen

Overige kernen: Alting · Balinge · Beilervaart · Bovensmilde · Brunsting · Bruntinge · De Polle · Drijber · Elp · Eursing · Eursinge · Garminge · Hijken · Hijkersmilde · Holthe · Hoogersmilde · Hooghalen · Klatering · Laaghalen · Laaghalerveen · Lieving · Lievingerveld · Makkum · Mantinge · Nieuw-Balinge · Norgervaart (deels) · Oosthalen · Oranje · Orvelte · Smalbroek · Rheeveld · Smilde · Spier · Terhorst · Westerbork · Wijster · Witteveen · Zuidveld · Zwiggelte

Drenthe: Steden en dorpen      Nederland: Provincies · Gemeenten